# Samya Abbary
Samya Abbary (Béni Mellal, 12 settembre 1973) è un'attrice italiana.

## Biografia
Nata in Marocco ma con cittadinanza italiana, parla arabo, francese e italiano. La sua carriera inizia nel 1996 come modella per vari stilisti italiani e stranieri e poi come fotomodella per una casa di cosmetici. Ha frequentato un corso di portamento e trucco e un corso di recitazione e dizione con Jenny Tamburi.
Samya diventa nota per il ruolo di Lisa interpretato nel film televisivo di Canale 5, Non smettere di sognare (2009), regia di Roberto Burchielli.
Nel 2005 gira la miniserie televisiva, in cui è protagonista con il ruolo di Fatima, Giorni da Leone 2, regia di Francesco Barilli, che dopo la messa in onda della prima puntata nel 2006, è stata ritrasmessa tutta per intero solo nel 2008.
Tra il 2005 e il 2006 è coprotagonista, nel ruolo di Samya, nel serial televisivo Incantesimo 8, in onda su Rai 2. Nel 2006 ha un ruolo secondario nel serial televisivo Sottocasa.
Nel 2009 debutta sul grande schermo con il film La cosa giusta, opera prima di Marco Campogiani. Nello stesso anno avrebbe dovuto partecipare al reality show La tribù - Missione India, la cui messa in onda, per problemi tecnico-produttivi, è stata cancellata.
Dal 2010 conduce, dal lunedì al venerdì, la rubrica Le ricette di Samya, all'interno del programma Mattino 5, mentre nel 2011 e 2012 è la conduttrice del rotocalco di seconda serata di Canale 5 Nonsolomoda.

## Filmografia
- Incantesimo 8, regia di Ruggero Deodato e Tomaso Sherman - soap opera - Rai Due (2005)
- Sottocasa, registi vari - Soap opera - Rai Uno (2006)
- Giorni da Leone 2, regia di Francesco Barilli - Miniserie TV - Rai Due (2008)
- La cosa giusta, regia di Marco Campogiani (2009)
- Butta la luna 2, regia di Vittorio Sindoni - Miniserie TV - Rai Uno (2009)
- Non smettere di sognare, regia di Roberto Burchielli - Film TV - Canale 5 (2009)
- Io e mio figlio - Nuove storie per il commissario Vivaldi, regia di Luciano Odorisio - Miniserie TV - Rai Uno (2010)
- Due imbroglioni e... mezzo!, regia di Franco Amurri - Miniserie TV - Canale 5 (2010)
- Non smettere di sognare - serie TV - Canale 5 (2011)
- L'ombra del destino, regia di Pier Belloni - Miniserie TV - Canale 5 (2011)
- Le tre rose di Eva - serie TV - Canale 5 (2013)

## Programmi televisivi
- Mattino Cinque (Canale 5, 2009-2021)
- Glam (Rai 2, 2011)
- Nonsolomoda (Canale 5, 2011-2012)
- A Colazione (La5, 2016)